# Anton Abele
Anton Amadé Abele (10. januar 1992 i Stockholm) er en svensk politiker og riksdagsmand for Moderaterne. Han er også aktivist, kronikør og debattør, som engagerede sig efter en dødsmishandling i Stockholm den 6. oktober 2007, som resulterede i at Riccardo Campogiani omkom. Abele skabte en Facebook-gruppe med navnet "Bevara oss från gatuvåldet" (Fri os fra gadevolden), som meget hurtigt fik mere end 100.000 medlemmer. Den 12. oktober 2007 arrangerede Abele en manifestation mod gadevold og mere end 10.000 unge og voksne var til stede i Kungsträdgården i Stockholm. Efter riksdagsvalget 2010 blev Abele det yngste svenske riksdagsmedlem nogen sinde. For tiden afløser Abele Lena Adelsohn Liljeroth som kulturminister. Abele inledte september 2010 økonomistudier ved Handelshögskolan i Stockholm.